# Y (Somme)
Y (pronunciado «i») es una comuna francesa situada en el departamento de Somme, de la región de Alta Francia. 
Los habitantes se llaman Ypsiloniens, Ypsiloniennes o Yssois, Yssoises.

## Geografía
Está ubicada a 15 km al sur de Péronne y a 45 km al este de Amiens.

## Ayuntamiento
El consejo municipal está formado por 7 concejales, elegidos por sufragio universal cada seis años. Desde 2014, el alcalde es Vincent Joly.

## Demografía
| 123 | 116 | 86 | 90 | 82 | 89 | 80 | 93 |
| Para los censos de 1962 a 1999 la población legal corresponde a la población sin duplicidades (Fuente: INSEE [Consultar]) |     |    |    |    |    |    |    |

## Hermanamiento
Curiosamente, está hermanado con Llanfairpwllgwyngyllgogerychwyrndrobwllllantysiliogogogoch, el topónimo más largo de Europa y el 3º del mundo.